# Volta a Àustria 2015
La Volta a Àustria 2015, 67a edició de la Volta a Àustria, es disputà entre el 4 i el 12 de juliol de 2015 sobre un recorregut de 1.452,9 km distribuïts en nou etapes. La cursa formava part del calendari de l'UCI Europa Tour 2015, amb una categoria 2.HC.

## Equips
L'organització convidà a prendre part en la cursa a sis equips World Tour, cinc equips continentals professionals i nou equips continentals:
- equips World Tour: AG2R La Mondiale, BMC Racing Team, Cannondale-Garmin, IAM Cycling, Team Katusha, Team Tinkoff-Saxo
- equips continentals professionals: Bardiani CSF, CCC Sprandi Polkowice, Cofidis, Cult Energy, MTN Qhubeka, Roompot Oranje Peloton, Wanty-Groupe Gobert
- equips continentals: Amplatz-BMC, Felbermayr Simplon Wels, Hrinkow Advarics Cycleangteam, Marseille 13 KTM, Team Vorarlberg, Team Tirol, WSA-Greenlife

## Etapes
| Etapa | Data         | Recorregut                                     |       | Km                        | Vencedor d'etapa         | Líder de la general      | Ref.        |
| ----- | ------------ | ---------------------------------------------- | ----- | ------------------------- | ------------------------ | ------------------------ | ----------- |
| Pr.   | 4 de juliol  | Viena - Viena                                  | 5,3   | Contrarellotge per equips | Team Katusha             | Rudiger Selig (GER)      | [ 1 ] [ 2 ] |
| 1     | 5 de juliol  | Mörbisch - Scheibbs                            | 206,6 | Etapa plana               | Sondre Holst Enger (NOR) | Gerald Ciolek (GER)      | [ 3 ]       |
| 2     | 6 de juliol  | Litschau - Griesskirchen                       | 196,1 | Etapa de mitja muntanya   | David Tanner (AUS)       | Gerald Ciolek (GER)      | [ 4 ]       |
| 3     | 7 de juliol  | Windischgarsten - Gratwein-Straßengel          | 181,1 | Etapa de mitja muntanya   | Rick Zabel (GER)         | Ángel Vicioso (ESP)      | [ 5 ]       |
| 4     | 8 de juliol  | Stift Rein/Gratwein - Villacher Alpe/Dobratsch | 207,4 | Etapa de muntanya         | Víctor de la Parte (ESP) | Jan Hirt (CZE)           | [ 6 ]       |
| 5     | 9 de juliol  | Villach/Dobrollach - Matrei in Osttirol        | 175   | Etapa plana               | Johann Van Zyl (RSA)     | Jan Hirt (CZE)           | [ 7 ]       |
| 6     | 10 de juliol | Lienz - Kitzbühler Horn Alpenhaus              | 164,7 | Etapa de muntanya         | Víctor de la Parte (ESP) | Víctor de la Parte (ESP) | [ 8 ]       |
| 7     | 11 de juliol | Kitzbühel - Innsbruck                          | 124,7 | Etapa plana               | Lukas Pöstlberger (AUT)  | Víctor de la Parte (ESP) | [ 9 ]       |
| 8     | 12 de juliol | Innsbruck-Völs - Bregenz                       | 192   | Etapa de muntanya         | Moreno Moser (ITA)       | Víctor de la Parte (ESP) | [ 10 ]      |

## Classificació final
|    | Ciclista                 | Equip                 | Temps       |
| -- | ------------------------ | --------------------- | ----------- |
| 1  | Víctor de la Parte (ESP) | Team Vorarlberg       | 36h 05' 54" |
| 2  | Ben Hermans (ESP)        | BMC Racing Team       | + 1' 21"    |
| 3  | Jan Hirt (CZE)           | CCC Sprandi Polkowice | + 1' 32"    |
| 4  | Brent Bookwalter (USA)   | BMC Racing Team       | + 2' 13"    |
| 5  | Natnael Berhane (ERI)    | MTN Qhubeka           | + 2' 16"    |
| 6  | Egor Silin (RUS)         | Team Katusha          | + 3' 00"    |
| 7  | Pierre Latour (FRA)      | AG2R La Mondiale      | + 3' 12"    |
| 8  | Thomas Degand (BEL)      | IAM Cycling           | + 3' 16"    |
| 9  | Pawel Poljanski (POL)    | Team Tinkoff-Saxo     | + 3' 20"    |
| 10 | Stefan Denifl (AUT)      | IAM Cycling           | + 3' 24"    |

## Evolució de les classificacions
| Etapa | Vencedor           | Classificació general | Classificació per punts | Classificació de la muntanya | Classificació dels austríacs | Classificació per equips |
| ----- | ------------------ | --------------------- | ----------------------- | ---------------------------- | ---------------------------- | ------------------------ |
| P     | Team Katusha       | Rüdiger Selig         | no entregat             | no entregat                  | Matthias Krizek              | Team Katusha             |
| 1     | Sondre Holst Enger | Gerald Ciolek         | Sondre Holst Enger      | Daniel Lehner                | Matthias Krizek              | Team Katusha             |
| 2     | David Tanner       | Gerald Ciolek         | Gerald Ciolek           | Matthias Krizek              | Matthias Krizek              | Team Katusha             |
| 3     | Rick Zabel         | Ángel Vicioso         | Jan Tratnik             | Matthias Krizek              | Stephan Rabitsch             | Team Katusha             |
| 4     | Víctor de la Parte | Jan Hirt              | Jan Tratnik             | Víctor de la Parte           | Gregor Mühlberger            | BMC Racing Team          |
| 5     | Johann Van Zyl     | Jan Hirt              | Jan Tratnik             | Víctor de la Parte           | Gregor Mühlberger            | BMC Racing Team          |
| 6     | Víctor de la Parte | Víctor de la Parte    | Jan Tratnik             | Felix Großschartner          | Stefan Denifl                | BMC Racing Team          |
| 7     | Lukas Pöstlberger  | Víctor de la Parte    | Jan Tratnik             | Felix Großschartner          | Stefan Denifl                | BMC Racing Team          |
| 8     | Moreno Moser       | Víctor de la Parte    | Jan Tratnik             | Felix Großschartner          | Stefan Denifl                | BMC Racing Team          |
| Final | Final              | Víctor de la Parte    | Jan Tratnik             | Felix Großschartner          | Stefan Denifl                | BMC Racing Team          |